# Douville-sur-Andelle

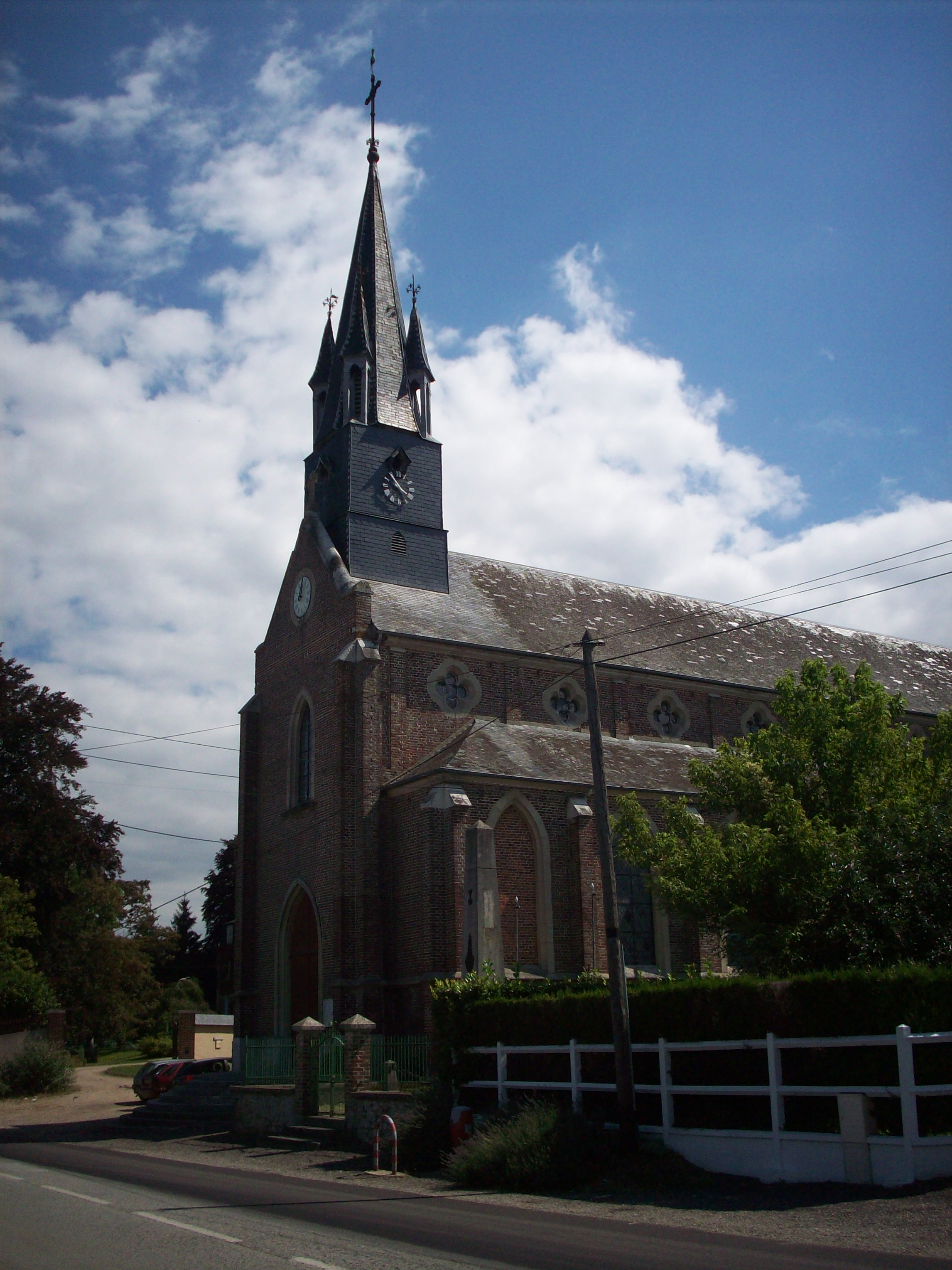
Kerk

Douville-sur-Andelle is een gemeente in het Franse departement Eure (regio Normandië) en telt 305 inwoners (1999). De plaats maakt deel uit van het arrondissement Les Andelys.

## Geografie
De oppervlakte van Douville-sur-Andelle bedraagt 4,5 km², de bevolkingsdichtheid is 67,8 inwoners per km².
De onderstaande kaart toont de ligging van Douville-sur-Andelle met de belangrijkste infrastructuur en aangrenzende gemeenten.

## Demografie
Onderstaande figuur toont het verloop van het inwonertal (bron: INSEE-tellingen).